# Herbert Stöckl
Herbert Stöckl (* 25. Januar 1946) ist ein ehemaliger deutscher Fußballspieler.

## Karriere
Stöckl entstammte der Fußballabteilung des Eisenbahner-Sportverein München-Freimann, mit der er 1963 die Münchener (1:0-Finalsieg gegen die Jugend des FC Bayern München) und später in Mainau die Oberbayerische Jugendmeisterschaft (2:1-Sieg gegen Ingolstadt) gewann. Nachdem Stöckl als Spielertrainer den Aufstieg seiner Mannschaft in die A-Klasse verpasst hatte, verließ er den Verein am Saisonende 1965/66.
Über die Amateurmannschaft des TSV 1860 München und den Bayernligisten SpVgg Helios München gelangte er zur Saison 1967/68 zum Bundesligisten FC Bayern München, für den er am 23. September 1967 (7. Spieltag) beim 1:0-Sieg im Heimspiel gegen den Hamburger SV – mit Einwechslung für Gustav Jung in der 15. Minute – debütierte. In dieser Spielzeit kam er zu zwei weiteren Punktspieleinsätzen und wirkte auch beim 1:1-Remis am 14. November 1967 im Achtelfinal-Rückspiel gegen den portugiesischen Erstligisten Vitória Setúbal im Europapokal der Pokalsieger mit.
Von 1968 bis 1975 trug er den Dress des Wuppertaler SV, wo Trainer Horst Buhtz ihn zum Mittelfeldspieler umschulte. In dieser neuen Rolle entwickelte der gelernte Bankkaufmann Stöckl sich zur wichtigen Schaltstation der Mannschaft.
1972 gelang dem WSV der Aufstieg aus der Regionalliga West in die Bundesliga, in der Stöckl fünf Treffer in 87 Spielen erzielte. Insgesamt bestritt er für den WSV 206 Punktspiele, in denen er 25 Tore schoss. Des Weiteren bestritt er alle acht Aufstiegsspiele zur Bundesliga, in denen er zwei Tore (jeweils gegen den VfL Osnabrück) erzielte, und 13 Spiele um den DFB-Pokal. International bestritt er beide Spiele der 1. Runde des UEFA-Pokals, aus der er mit der Mannschaft gegen den polnischen Vertreter Ruch Chorzów mit 6:8 nach Hin- und Rückspiel ausschied. Im Rückspiel, das am 3. Oktober 1973 mit 5:4 gewonnen wurde, erzielte er das Tor zum 1:1 in der 32. Minute. Dazu, dass er sich in Westdeutschland über viele Jahre wohlfühlte, trug nach eigenem Bekunden auch die Tatsache bei, dass er in seinen Mannschaftskameraden Gustav Jung, Heinz-Dieter Lömm und später Franz Gerber drei bayerische Partner für sein geliebtes Schafkopfen besaß. Erst nachdem die Blau-Roten 1975 wieder absteigen mussten, wechselte er zum Erstligisten FC St. Gallen in die Schweiz.
In seinen fünf Spielzeiten gehörte er zu den Leistungsträgern und platzierte sich mehrfach bei der Wahl zum Ausländer des Jahres: 1977 (6.), 1978 (5.), 1979 (3.). 1977 unterlag der mittlerweile auf der Libero-Position eingesetzte Stöckl mit dem FC St. Gallen im Pokalfinale den Young Boys Bern mit 0:1. Dabei war der 33-jährige Deutsche nach einhelliger Meinung der Medien bester Spieler der Partie, bot eine glänzende Defensivleistung und zeigte sich auch für die Einleitung der Offensivaktionen des Ostschweizer Klubs verantwortlich. 1978 gewann er den Ligapokal (3:2 gegen Grasshoppers Zürich) und erreichte 1979 mit dem vierten Rang in der Abschlusstabelle seine beste Platzierung – der gleiche Rang, den er auch schon 1972/73 mit dem Wuppertaler SV in der höchsten deutschen Spielklasse erreicht hatte. 1980 beendete er seine Profilaufbahn und ließ seine Karriere hobbymäßig – nach vier Spielzeiten beim bayerischen Kreisligisten TSV Oberpframmern im Landkreis Ebersberg im Speckgürtel von München – 1984 ausklingen.
Beruflich arbeitete der gelernte Bankkaufmann bei der HypoVereinsbank. Regelmäßig traf er sich auch mit anderen Ex-Bayernspielern wie „Mucki“ Brenninger, Sepp Maier, Peter Kupferschmidt, Gerd Müller, Werner Olk und Rainer Ohlhauser zum Freizeitkick. Seit seiner Pensionierung verbringt der Vater von drei Kindern mit seiner Frau Elke, die er in Wuppertal kennenlernte, jedes Jahr fünf Monate in seinem Haus in Spanien, das der in den 1980er Jahren erwarb.

## Erfolge
- Meister der Regionalliga West 1972
- Oberbayerischer Jugendmeister 1963
- Münchener Jugendmeister 1963